# Swietłaja (Białoruś)
Swietłaja (biał. Светлая; ros. Светлая; do 1964 roku Sobaczki) – wieś na Białorusi, w obwodzie mińskim, w rejonie kleckim, w sielsowiecie Hrycewicze.
W dwudziestoleciu międzywojennym wieś leżała w Polsce, w województwie nowogródzkim, w powiecie nieświeskim.